# Le Roi de la montagne (film, 1981)
Pour plus de détails, voir Fiche technique et Distribution.
Le Roi de la montagne (King of the Mountain) est un film dramatique américain de Noel Nosseck, sorti en 1981.

## Fiche technique
- Titre original : King of the Mountain
- Titre français : Le Roi de la montagne
- Réalisation : Noel Nosseck
- Scénario : Leigh Chapman et H.R. Christian
- Production : Jack Frost Sanders
- Musique : Michael Melvoin
- Photographie : Donald Peterman
- Montage : William Steinkamp
- Société de production : PolyGram Pictures et Universal Pictures
- Pays d'origine :  États-Unis
- Langue : Anglais
- Format : Couleur - 35 mm
- Genre : Comédie dramatique
- Durée : 90 minutes
- Dates de sortie :
  -  États-Unis : 1er mai 1981

## Distribution
- Harry Hamlin : Steve
- Joseph Bottoms : Buddy
- Deborah Van Valkenburgh : Tina
- Richard Cox : Roger
- Dennis Hopper : Cal
- Dan Haggerty : Rick
- Seymour Cassel : Barry Tanner
- Sloan Roberts : Billy T (as Jon Sloan)
- Steve Jones : Un policier
- Ashley Cox : Elaine
- Lillian Müller : Jamie Winter
- Cassandra Peterson : Un voisin
- Buddy Joe Hooker : Fast Joe Otis
- Ron Trice : Keyboard Player
- Curt Ayers : Fatburger
- Larry Beezer : Dean
- William Forsythe : Big Tom (as Bill Forsythe)
- Joey Camen (en) : Suds
- Jay May : Rhythm Guitar Player
- Susan MacDonald : La fille de Buddy
- Amy Gibson : La fille de Roger
- Gary Hudson : Gang Leader
- Dennis Hull : Gang Member
- Vincent Guastaferro : Gang Member
- Anthony De Longis : Gang Member
- Preston Sparks : Parking Lot Attendant
- Tara Fellner : Iris
- Howard Alk : Party Guest
- Tony Lettieri : Un ami
- Sonny La Rocca : Un ami
- Steve M. Davison : Van Man
- R.P. Cohen : Cashier
- Owen Orr : Bartender
- Lisa Friedman : Spandex Girl
- Hamilton McRae : Party Guest
- Charles A. Tamburro : Cop Driver
- Billy Hank Hooker : Un flic (as Hank 'Bill' Hooker)
- Ted Markland : Limo Driver
- Jay Meyer : Agent
- Tony Berg : lui-même
- Jeff Eyrich : lui-même
- Art Wood : lui-même (as Art Woods)
- Ronald Raison : Ronald
- John Dukakis (en) : Duke
- Kathy McCullen : La fille de Duke
- Juliette Marshall : La fille de Big Tom
- Russell Forte : Joel
- Douglas Dirkson : Davey
- Lee Garlington